# Dwornikite
La dwornikite è un minerale appartenente al gruppo della kieserite.